# تصوير المرأة في الرسوم الهزلية الأمريكية
غالبًا ما كان تصوير المرأة في الكتب المصورة الأمريكية موضوعًا للجدل منذ بداية الوسيلة. لاحظ النقاد أدوار النساء حيث أن كل من الشخصيات الداعمة والشخصيات القيادية معرضة بشكل كبير للقوالب النمطية الجنسانية، مع وجود الأنوثة أو الخصائص الجنسية بشكل أكبر في شخصيتها العامة.

## تاريخ

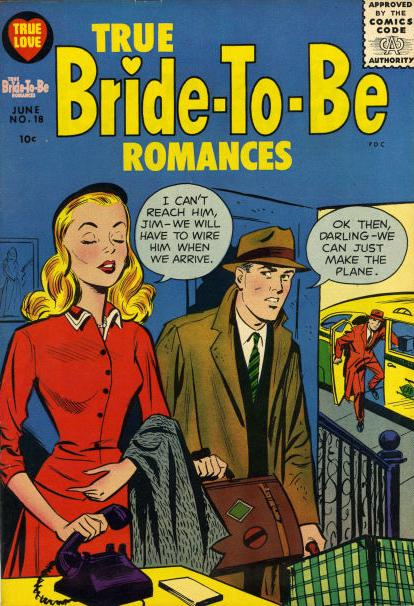
غلاف رومانسيات العروس الحقيقية، يونيو 1956

### العصر الذهبي للكتب الهزلية
خلال العصر الذهبي للكتب الهزلية (وهي الفترة التي تطورت خلالها الوسيلة من القصص المصورة)، تم تصوير النساء اللواتي لم يكن أبطالًا خارقين في المقام الأول في أدوار ثانوية، مع بعض الأمثلة التي تم تصنيفها على أنها فتيات وظيفيات، أو بطلات قصة رومانسية، أو مراهقات مفعمات بالحيوية. تضمنت الفتيات ذوات التوجهات المهنية شخصيات مثلالممرضة نيللي وتيسي الكاتبة وميلي عارضة الازياء، وقد ظهرت كل واحدة منهن في وظائف عمل في الكتب المصورة كانت تعمل بها النساء في غير أوقات الحرب. كانت بطلات الرومانسية رائجة في النوع الرومانسي، وكان رائدهما جو سيمون وجاك كيربي. عادة، كانت البطلة إما «فتاة جيدة» أو «فتاة سيئة»، وكلا الدورين لهما تأثير ضئيل على قرار الشخصية الذكورية. في آرتشي كوميكس، لا يمكن للشخصية الفخارية أن تختار بشكل قاطع بين اهتماماته المحببة بيتي وفيرونيكا، اللتان تجسدان هذا الانقسام بين الفتاة الجيدة، المجاور، والإغراء الخطير لرقائقها على التوالي. حصل الثنائي على لقبهما الخاص في عام 1950، بيتي وفيرونيكا (كتاب هزلي)، والذي سرعان ما أصبح فيلمًا هزليًا شهيرًا، حيث استمرت الشخصيات الرئيسية في الهوس بالأولاد والقتال حول من سيصل إلى تاريخ آرتشي.